# Diana Bernal Ladrón de Guevara
Diana Rosalía Bernal Ladrón de Guevara (Ciudad de México, 4 de enero de 1963) es una abogada mexicana, Licenciada en Derecho por la Universidad Iberoamericana UIA, fundadora de la Procuraduría de la Defensa del Contribuyente (PRODECON) siendo primer Ombudsman fiscal en México.
Fue diputada federal, jefa delegacional de Iztacalco, directora general jurídica y de gobierno de la Delegación Iztapalapa y hasta el 10 de diciembre de 2015 se desempeña como magistrada de la Sexta Sala Regional Metropolitana del Tribunal Federal de Justicia Fiscal y Administrativa.
Servidora pública de primer nivel, en los tres Poderes de la Unión, durante las tres últimas décadas.  En el Poder Judicial de la Federación(PJF)  Juez de Distrito y Magistrada de Circuito reelecta. Juez de Distrito y Magistrada de Circuito en el PJF. Magistrada del TFJA hoy TFJA. Diputada federal.

## Inicios
Bernal inicia su carrera profesional en el Tribunal Federal de Justicia Fiscal y Administrativa, a lado del entonces magistrado Mariano Azuela.

## Carrera política
En el Poder Legislativo  Diputada federal y autora de la Iniciativa de la Ley de los Derechos del Contribuyente hoy en vigor, así como promotora de la Ley Orgánica de la Procuraduría de la Defensa del Contribuyente (PRODECON) de la cual fue su fundadora y titular, desempeñando el encargo por el periodo de ocho años (que es el máximo que la ley permite) concluyendo el pasado 30 de abril de 2019 su gestión. 
Ideóloga y co-redactora del primer medio alternativo de solución de controversias en materia fiscal, los Acuerdos Conclusivos. 
Igualmente fue una de las principales Ideólogas y redactoras de otra reforma estructural: el Juicio de Resolución Exclusiva de Fondo.
También ha sido expositora en Conferencias internacionales sobre lDerecho Fiscal, destacando el IBFD (International Bureau of Fiscal Documentation, Países Bajos) y el Taxpayers’ Advocate Service (EUA). 
Ha participado y expuesto la experiencia de México en Ginebra, Suiza, en el Comité de Expertos Fiscales de la ONU, lo que provocó que  PRODECON esté siendo incluida como mejor práctica para la aparición del próximo manual de la ONU, en el tema de Solución de Controversias en Materia Fiscal.
Ha publicado en inglés el libro Taxpayers” rights in a Transparent and Global Society.
Recibió el premio anual 2019, Richard C. Pugh entregado por el prestigioso Procopio Tax Institute con el respaldo de la University of San Diego.
En el año 2020 la Fundación Orozco Felguerez le otorgó el reconocimiento a la Trayectoria del Fiscalista; siendo la primera mujer galardonada.
En 2000 fue designada por el entonces Jefe de Gobierno del Distrito Federal, Cuauhtémoc Cárdenas Solórzano como Jefa Delegacional de Iztacalco, cargo que protesta ante el pleno de la Asamblea Legislativa del Distrito Federal, el 16 de diciembre de ese año.
En marzo del 2000 deja el cargo para competir por una Diputación Federal por el Partido de la Revolución Democrática, sin embargo, no logra llegar a la Cámara de Diputados.
El 1 de octubre del 2000 asume el cargo de directora general jurídica y de gobierno de la Delegación Iztapalapa, al iniciar el mandato de René Arce.
En 2003 se convierte en diputada federal de la LIX Legislatura del Congreso de la Unión.
El 28 de abril de 2011 es votada por el senado con 84 votos a favor, de los 90 senadores presentes, como la primera Procuradora de la Defensa del Contribuyente dejando en el camino a José Miguel Domínguez Camacho y Gabriela Ríos Granados los otros integrantes de la terna mandada por el presidente Felipe Calderón Hinojosa.
- Datos: Q5271098